# Sẻ ngô đất Hume
Sẻ ngô đất Hume, còn gọi là Sẻ ngô đất Tây Tạng, tên khoa học Pseudopodoces humilis, là một loài chim trong họ Paridae.